# Fabienne Shine
Fabienne Shine, nata Fabienne Essaïgh, (Tunisi, 3 giugno 1944), è una cantante, modella e attrice francese nata in Tunisia e cresciuta a Parigi.

## Biografia
Fabienne subì l'influsso di Nico che la portò a cantare, suonare la chitarra e comporre musica. Ella incontrò poi Johnny Thunders dei New York Dolls a Parigi. Iniziò quindi a suonare con Thunders e lo seguì a New York City. Thunders scrisse per lei la canzone You Can't Put Your Arms Around a Memory. Nel 1975 Jimmy Page e Robert Plant iniziarono a suonare con Fabienne e la invitarono a formare un gruppo musicale.
Fabienne formò un gruppo, con Eric Lévi, Corrine Marienneau, Jean-Lou Kalinowski e Louis Bertignac, denominato Shakin' Street (dal titolo della canzone degli MC5) che partecipò al primo festival punk rock di Mont-de-Marsan nel 1976, dividendo il palco con The Damned, The Police, Eddie and the Hot Rods, The Clash e The Stranglers. Fabienne si affermò anche come modella e le sue foto apparvero sulla copertina della rivista Sounds.
Fabienne incontrò Phillip Shine a Bombay in India e divenne presto il manager del gruppo. Ella adottò quindi il suo nome come proprio nome d'arte. Gli Shakin' Street firmarono un contratto con la CBS e realizzarono l'album Vampire Rock nel 1979. Fecero quindi un tour con Nico nel quale suonarono come gruppo d'apertura.
Il loro secondo album, dal titolo omonimo Shakin Street, venne prodotto da Sandy Pearlman. A quel punto, con Ross the Boss alla chitarra, girarono il mondo, per un anno intero, dividendo il palco con Blue Öyster Cult, Alice Cooper, Black Sabbath, AC/DC, Cheap Trick, Molly Hatchet, Journey, REO Speedwagon, Heart e Sammy Hagar.
Nel 1980 Fabienne sposò Damon Edge del gruppo Chrome. Fabienne collaborò con lui in diversi album dei Chrome e cantò, nel 1982, nell'album Chrome, Third From The Sun. Quando Damon si trasferì a Parigi, Fabienne lo inserì nel suo gruppo e venne formata una nuova versione dei Chrome. Dopo la loro separazione, Fabienne studiò astrologia a Parigi per quattro anni.
Fabienne continuò a comporre canzoni e scrisse con Jean-Lou Kalinowski quattro canzoni nel 1997, inserite nell'album No Mad Nomad, che dedicò alla memoria dell'ex marito, Damon Edge, morto nel 1995.
Gli Shakin' Street si riunirono per un concerto nel 2004 all'Olympia. Lo stesso anno si riunì con il cofondatore dei Chrome, Helios Creed, con il quale scrisse due canzoni e cantò una versione di All Tomorrow's Parties, nel suo album Deep Blue Love Vacuum. Nel 2006 realizzò un tour con Helios e cantò al festival South by Southwest di Austin in Texas.
Il suo ultimo album Fabienne Shine and The Planets, si è avvalso del percussionista Jean-Lou Kalinowski che ha prodotto e composto due canzoni del nuovo album. Ross the Boss ha suonato la chitarra e Albert Bouchard e Joe Bouchard hanno suonato le percussioni ed il basso. Alla chitarra ha suonato anche Norbert Krief del gruppo francese Trust. Altri strumentisti sono stati Thierry Cossu alla chitarra e Micha Sanchez al basso. Fabienne ha composto cinque canzoni con l'enigmatico "Balasz Antal" (nessuno sembra conoscere la sua identità ad eccezione di Fabienne) che suona anche la chitarra, le tastiere ed il sitar. "Moogy Klingman" (Todd Rundgren) suona l'organo Hammond, Phil Bonanno il sintetizzatore e l'organo e Dave Schulz (English Beat e Berlin) anch'egli alle tastiere. L'album è stato registrato a Los Angeles, New York e Parigi e pubblicato nel 2007.
Attualmente lavora come guida turistica in America.

## Discografia
- Vampir Rock (1975) (Shakin' Street)
- Solid As a Rock (1976) (Shakin' Street)
- No Mad Nomad (1997)
- Fabienne Shine and the Planets (2007)